# فرودگاه منطقه‌ای مریدیان
فرودگاه منطقه‌ای مریدیان (به انگلیسی: Meridian Regional Airport) (به زبان بومی: Key Field) یک فرودگاه همگانی بهره‌برداری هوایی با کد یاتا MEI است که یک باند فرود آسفالت و بتن دارد و طول باند آن ۳۰۴۹ متر است. این فرودگاه در کشور ایالات متحده آمریکا قرار دارد و در ارتفاع ۹۱ متری از سطح دریا واقع شده‌است.